# Calprotectine fécale
La calprotectine fécale (CF) est un biomarqueur qui permet de discriminer avec une bonne sensibilité et spécificité la présence de lésions muqueuses du tube digestif (par exemple : ulcérations dans le contexte d’une maladie inflammatoire chronique de l’intestin – MICI) d’un syndrome fonctionnel (par exemple : intestin irritable). La CF n’est pas spécifique pour les MICI, elle peut s’élever dans d’autres pathologies (par exemple : infection intestinale, colite ischémique, néoplasie). Une élévation de la calprotectine fécale doit faire envisager des investigations supplémentaires, notamment endoscopiques. Le taux de CF est corrélé au degré d’atteinte de la muqueuse en cas d’une MICI et s’avère supérieur aux différents scores d’activité clinique ainsi qu’aux marqueurs sanguins de l’inflammation comme la protéine C réactive (CRP) ou les leucocytes sanguins. Par conséquent, la CF peut également être utilisée dans le suivi des maladies inflammatoires Chroniques Intestinales (MICI).

## Structure et fonction
La calprotectine est un dimère de 24 kDa des protéines de liaison au calcium S100A8 et S100A9 . Le complexe représente jusqu'à 60 % de la teneur en protéines solubles du cytosol des neutrophiles . Des études in vitro montrent que la calprotectine possède des propriétés bactériostatiques et fongistatiques, qui découlent de sa capacité à séquestrer le manganèse et le zinc . La calprotectine possède deux sites de liaison aux métaux de transition qui se forment à l'interface des monomères S100A8 et S100A9, et il a été démontré que la séquestration des métaux par la calprotectine dépend du calcium. Le complexe est résistant à la dégradation enzymatique et peut être facilement mesuré dans les fèces.
La calprotectine fécale est issue des polynucléaires neutrophiles qui ont migré sur la paroi du tube digestif en cas d'inflammation.

## Utiliser comme marqueur de substitution
| Gammes de référence pour la calprotectine | Gammes de référence pour la calprotectine | Gammes de référence pour la calprotectine |
| ----------------------------------------- | ----------------------------------------- | ----------------------------------------- |
| Âge du patient                            | Limite supérieure                         | Unité                                     |
| 2 à 9 ans                                 | 166                                       | microg /g de matières fécales             |
| 10-59 ans                                 | 51                                        | microg /g de matières fécales             |
| 60 ans                                    | 112                                       | microg /g de matières fécales             |

Les principales maladies qui provoquent une excrétion accrue de calprotectine fécale sont les maladies inflammatoires de l'intestin, la maladie cœliaque, la colite infectieuse, l'entérocolite nécrosante, la mucoviscidose intestinale et le cancer colorectal,. Le dosage de la calprotectine fécale a une valeur prédictive négative proche de 100 %, permettant d'éliminer une maladie inflammatoire du tube digestif s'il est normal. Il ne doit pas être utilisé dans le cadre d'un dépistage d'un cancer colorectal.
Bien qu'il s'agisse d'un test relativement nouveau dans les années 2010, la calprotectine fécale est régulièrement utilisée comme indicateur des maladies inflammatoires de l'intestin (MICI) pendant le traitement et comme marqueur diagnostique. Les processus inflammatoires entraînent un afflux de neutrophiles dans la lumière intestinale. Puisque la calprotectine comprend jusqu'à 60 % de la teneur en protéines solubles du cytosol des neutrophiles, elle peut servir de marqueur pour le niveau d'inflammation intestinale. Il a été démontré que la mesure de la calprotectine fécale est fortement corrélée avec les leucocytes marqués au 111-indium — considérés comme la mesure de référence de l' inflammation intestinale. Les taux de calprotectine fécale sont généralement normaux chez les patients atteints du syndrome du côlon irritable (SCI). Dans la maladie cœliaque non traitée, les niveaux de concentration de calprotectine fécale sont en corrélation avec le degré de lésion de la muqueuse intestinale et se normalisent avec un régime sans gluten. Un taux élevé de calprotectine fécale est une constatation courante chez les patients hospitalisés atteints de la maladie à coronavirus 2019 (COVID-19 ), en particulier ceux atteints d'excrétion fécale du SRAS-CoV-2.
La calprotectine fécale est mesurée à l'aide de techniques immunochimiques telles que ELISA ou des tests immunochromatographiques. Les anticorps utilisés dans ces dosages ciblent des épitopes spécifiques de la molécule de calprotectine.

## Mesures faussement positives
Bien que la calprotectine fécale soit significativement corrélée à l'activité de la maladie chez les personnes atteintes d'une MICI confirmée, la calprotectine fécale peut être faussement positive si le laboratoire utilise des niveaux seuils de calprotectine bas. Plus important encore, la prise d'anti-inflammatoires non stéroïdiens (Aspirine incluse) augmente les valeurs de calprotectine, probablement en raison de l'entéropathie induite associée.

## Voir également
- Calgranulin (en)